# Eriocaulon lanceolatum
Eriocaulon lanceolatum är en gräsväxtart som beskrevs av Friedrich Anton Wilhelm Miquel och Friedrich August Körnicke. Eriocaulon lanceolatum ingår i släktet Eriocaulon och familjen Eriocaulaceae. IUCN kategoriserar arten globalt som livskraftig. Inga underarter finns listade i Catalogue of Life.